# Бирченог мост
Мост Бирченог (енгл. Birchenough Bridge) премошћава реку Саве у близини Чипингеа у југоисточном Зимбабвеу. Изградња моста је планирана и финансирана од стране Беит Траста (Beit Trust), фондације којом је у то време председавао Сер Хенри Бирченог (Henry Birchenough). Мост је завршен 1935. године. Са дужином од 329 m у тренутку изградње јер био један од најдужих мостова на свету, свога типа (висећи мост са једним луком). 
Пројектант моста је био Сер Ралф Фриман (Ralph Freeman) који је такође био и структурни пројектант моста у Сиднеју (Sydney Harbour Bridge) па су због тога ови мостови слични. Распон Бирченог моста износи 2/3 распона аустралијског моста. 
Мост се сматра за значајно архитектонско достигнуће па се налази на новчићу од 20 центи.
- Детаљ структуре моста